# Astrakári
Astrakári (Astrakeri) är en ort i Grekland.   Den ligger i prefekturen Nomós Kerkýras och regionen Joniska öarna, i den västra delen av landet, 400 km nordväst om huvudstaden Aten. Astrakári ligger 1 meter över havet och antalet invånare är 126. Den ligger på ön Korfu.
Terrängen runt Astrakári är platt åt sydväst, men åt sydost är den kuperad. Havet är nära Astrakári åt nordväst. Runt Astrakári är det ganska tätbefolkat, med 90 invånare per kvadratkilometer. Närmaste större samhälle är Agios Georgis, 9,2 km sydväst om Astrakári. I omgivningarna runt Astrakári växer i huvudsak blandskog.